# Jobinia connivens
Jobinia connivens là một loài thực vật có hoa trong họ La bố ma. Loài này được (Hook. & Arn.) Malme mô tả khoa học đầu tiên năm 1911.